# Filip Dort
Filip Dort (* 27. Juli 1980 in Dobříš) ist ein ehemaliger tschechischer Fußballspieler.

## Sportlicher Werdegang
Dort entstammt der Jugend von Sparta Prag. Dort konnte er sich jedoch im Erwachsenenbereich nicht in der in der Gambrinus Liga antretenden Wettkampfmannschaft durchsetzen und lief nur für die Reservemannschaft auf. 2003 wechselte der Mittelfeldspieler auf Leihbasis zum Erstligaaufsteiger SFC Opava. Sein Ligadebüt feierte er ausgerechnet beim Auswärtsspiel bei Sparta, bei der 0:4-Niederlage am 2. August 2003 wurde er für den ebenfalls Leihspieler Emil Rilke eingewechselt. Mit elf Saisontoren in 28 Ligaspielen war er einer der Garanten des Klassenerhalts des Klub am Ende der Spielzeit 2003/04, damit platzierte er sich an fünfter Stelle der Torschützenliste. Daraufhin wurde er als bester Newcomer mit dem Goldenen Ball ausgezeichnet. Im Saisonverlauf hatte er bereits einen Vertrag mit FK Viktoria Žižkov unterzeichnet, der jedoch wegen des Abstiegs des Klub nicht zustande kam. Stattdessen wechselte er zu FK Chmel Blšany, wo er jedoch nicht über den Status eines Ergänzungsspielers hinauskam und daher bereits nach einer Halbserie zu Slovan Liberec weiterzog. Der Klub verlieh ihn im Sommer 2005 zurück an den FK Chmel Blšany, nach 15 Spieleinsätzen kehrte er zur Winterpause wieder zurück. In der Rückrunde der Spielzeit 2005/06 erzielte er zwei Tore in 14 Spielen für Slovan und trug damit zum Gewinn des Meistertitels bei. Nachdem er zu Beginn der folgenden Spielzeit keine Einsatzzeiten hatte wechselte er für die Spielzeit 2006/07 auf Leihbasis zum FK Teplice. 2007 stieß er wieder zu Slovan Liberec, wo er bis zum Ablauf seines Vertrags 2009 44 weitere Ligaspiele bestritt. Anschließend spielte er ein halbes Jahre für den 1. FK Příbram in der Gambrinus Liga, ehe er zum FC Vysočina Jihlava in die zweitklassige Druhá liga wechselte. Bei MFK Dobříš und TJ Sokol Nová Ves pod Pleší ließ er anschließend seine aktive Laufbahn ausklingen.